# ناوکی میهارا
ناوکی میهارا (انگلیسی: Naoki Mihara؛ زادهٔ ۱۹ ژوئن ۱۹۸۷) بازیکن فوتبال اهل ژاپن است.
از باشگاه‌هایی که در آن بازی کرده‌است می‌توان به باشگاه فوتبال توکیو وردی و باشگاه ورزشی یوکوهاما اشاره کرد.